# Ciarán Cuffe

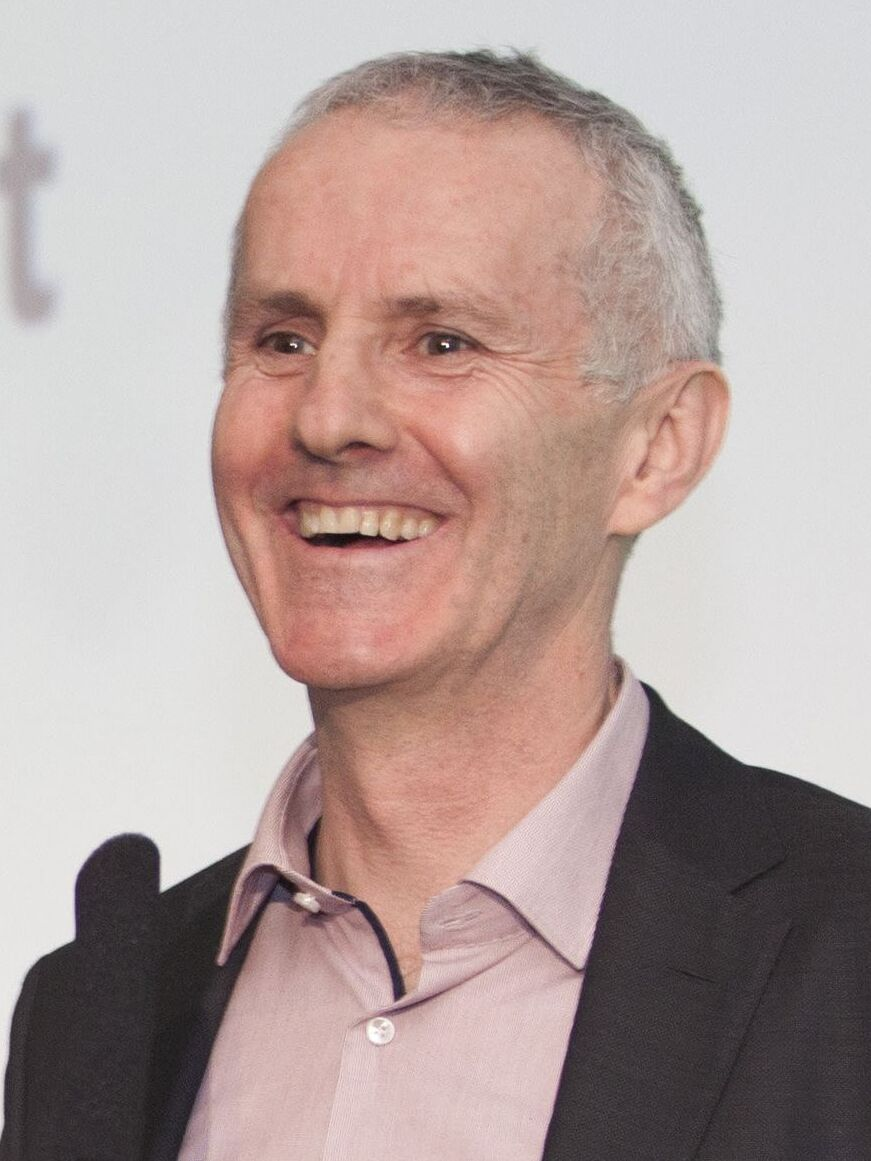
Ciarán Cuffe (2018)

Ciarán Cuffe (* 3. April 1963 in Shankill, County Dublin) ist ein irischer Politiker (Green Party). Er ist seit Dezember 2024 Ko-Vorsitzender der Europäischen Grünen Partei. Zuvor war er von 2002 bis 2011 Abgeordneter im Dáil Éireann, dem Unterhaus des irischen Parlaments, und von 2010 bis 2011 war er Staatsminister für Gartenanbau, nachhaltiges Reisen, Planung und Denkmalpflege im Kabinett Cowen. Von 2019 bis 2024 war Cuffe Mitglied des Europäischen Parlaments.

## Leben
Cuffe wurde 1963 in Shankill, einem Vorort von Dublin geboren. Er besuchte das Gonzaga College in Ranelagh, studierte am University College Dublin, sowie für ein Jahr an der Universität Venedig, Architektur und Stadtplanung. Vor seiner Wahl in das Dáil Éireann lehrte er Stadtplanung am Dublin Institute of Technology.
Cuffe trat 1982 der Green Party (damals Ecology Party) bei und setzte sich zusammen mit anderen Studenten für den Erhalt von Dublins kulturellem Erbe ein.
1991 bis 2003 war Cuffe Mitglied im Dubliner Stadtrat (Dublin City Council). In dieser Zeit war er einer der ersten, die sich für ein modernes Straßenbahnsystem in Dublin einsetzten. 2002 wurde Cuffe in den Dáil Éireann gewählt; 2007 erfolgte seine Wiederwahl. 
Im Zuge einer Kabinettsumbildung wurde Cuffe 2010 zum Staatsminister für Gartenanbau, nachhaltiges Reisen, Planung und Denkmalpflege im Kabinett Cowen. Am 23. Januar 2011 trat er zurück, als die Grünen sich aus der Regierung zurückzogen. Bei der darauf anstehenden Wahl im Februar 2011 verloren die Grünen alle ihre Sitze im Parlament, auch Cuffe.
2014 wurde er in den Stadtrat von Dublin (Dublin City Council) gewählt. 2019 kandidierte Cuffe bei den Europawahlen im Wahlkreis Dublin, in dem 4 der 13 irischen Mandate vergeben werden. Er erreichte dort mit 17,5 Prozent der abgegebenen Stimmen den ersten Platz und war in der Wahlperiode bis 2024 Mitglied des Europäischen Parlaments. Er schloss sich gemeinsam mit Grace O’Sullivan, die im Wahlkreis Südirland für die irischen Grünen gewählt wurde, der Fraktion der Grünen/EFA an. Für seine Fraktion war er Mitglied im Ausschuss für Industrie, Forschung und Energie sowie im Ausschuss für Verkehr und Tourismus. Des Weiteren war er Delegierter im Parlamentarischen Stabilitäts- und Assoziationsausschuss EU-Albanien sowie Delegierter für die Beziehungen zu den Vereinigten Staaten.
Auf dem Parteitag der Europäischen Grünen in Dublin wurde Cuffe im Dezember 2024 neben der Griechin Vula Tsetsi zum Ko-Vorsitzenden gewählt.